# Velodromo Olimpico
Das Velodromo Olimpico war eine Radrennbahn und ein Hockeystadion in der italienischen Hauptstadt Rom.

## Geschichte
Anlässlich der Olympischen Sommerspiele 1960 musste für die Radsportwettbewerbe ein Velodrom errichtet werden. Hierfür wurde vom Comitato Olimpico Nazionale Italiano (CONI) ein Wettbewerb ins Leben gerufen, bei dem 30 Entwürfen von den Architekten eingingen. 1957 erfolgte die Vergabe an Cesare Ligini, Dagoberto Ortensi und Silvano Ricci, deren Entwurf den Wettbewerb gewonnen hatte. Die überdachte Tribüne auf der Seite der Viale dell’Oceano Pacifico wurde auf einem Stahlbetonfundament errichtet, während der restliche Teil der Zuschauerränge auf künstlich angelegten Erdhügeln entstand. Nach Meinung von Experten galt besonders die freie Sicht von jedem Sitz aus besonders als innovativ. Dabei wurde auf den Geraden nach zwei Sitzplätzen die folgenden zwei Sitze versetzt errichtet. Der Bau der Anlage wurde vom Ingenieur Francesco Guidi überwacht. Die 400 Meter lange Radrennbahn wurde in Zusammenarbeit mit den deutschen Architekten Clemens und Herbert Schurmann sowie der Fakultät für Architektur der Universität Florenz aus Doussié-Parkett aus Kamerun hergestellt. Die Gesamtkosten der Arbeiten betrugen zu diesem Zeitpunkt etwas mehr als eine Milliarde Italienische Lire.
Am 30. April 1960 wurde das Velodrom eröffnet. Während der Spiele stellte der Italiener Sante Gaiardoni im 1000 Meter Zeitfahren mit einer Zeit von 1:07,27 Minuten einen neuen Weltrekord auf. Neben dem Bahnradsport wurden im Inneren des Velodroms auch Spiele des olympischen Hockeyturniers, unter anderem das Finale, ausgetragen. Am 30. Oktober 1967 stellte Belgier Ferdinand Bracke mit 48,093 Kilometern einen neuen Stundenweltrekord auf. Das letzte Ereignis im Velodromo Olimpico waren die UCI-Bahn-Weltmeisterschaften 1968. Wenig später galten die Tribünen des Velodroms als einsturzgefährdet, weshalb nur noch Hockeyspiele oder Trainings mit dem Bahnrad in der Sportstätte stattfanden.
Fortan versuchte das CONI erfolglos zusammen mit der Stadt Rom Sanierungsmöglichkeiten umzusetzen. Am 24. Juli 2008 folgte nach einigen Rechtsstreits vor Gericht schließlich der Abriss der Anlage.